# Wanchalerm Yingyong
Wanchalerm Yingyong (tiếng Thái: วันเฉลิม ยิ่งยง, sinh ngày 12 tháng 8 năm 1993), là một cầu thủ bóng đá người Thái Lan thi đấu ở vị trí tiền vệ cho câu lạc bộ Giải bóng đá Ngoại hạng Thái Lan PT Prachuap.